# Lacrymaria glareosa
Lacrymaria glareosa (J. Favre) Watling – gatunek grzybów należący do rodziny kruchaweczkowatych (Psathyrellaceae).

## Systematyka i nazewnictwo
Pozycja w klasyfikacji według Index Fungorum: Lacrymaria, Psathyrellaceae, Agaricales, Agaricomycetidae, Agaricomycetes, Agaricomycotina, Basidiomycota, Fungi.
Po raz pierwszy takson ten opisał w 1958 r. Jules Favre, nadając mu nazwę Drosophila glareosa. Obecną, uznaną przez Index Fungorum nazwę, nadał mu w 1979 r. Roy Watling, przenosząc go do rodzaju Lacrymaria. Ma jeszcze jeden synonim: Psathyrella glareosa (J. Favre) M.M. Moser 1967.

## Morfologia
Kapelusz
Średnica 1,2–3 cm, u młodych okazów kulisty, potem półkulisty. niehigrofaniczny, nieprążkowany. Powierzchnia przylegająca włóknisto-filcowata, nigdy nie łuszcząca się, o barwie gliniaste, złocistej, ku brzegom czerwonawej, pomarańczowobrązowej. Brzeg falisty, bladokremowy lub białawy, z frędzlowatymi resztkami osłony.
Blaszki
Blaszki ściśle przyrośnięte, średnio gęste, wąskie, fioletowobrązowe o gruczołkowatych ostrzach.
Trzon
Wysokość 2,5–5,5 cm, grubość 0,3–0,5 cm, cylindryczny, czasami nieco grubszy u podstawy, na wierzchołku białawy, poza tym tej samej barwy co kapelusz, podstawa biaława i włóknista. U młodych okazów występuje włókienkowata strefa pierścieniowa.
Miąższ
Wodnisty, bez wyraźnego zapachu.
Cechy mikroskopowe;
Podstawki z 4 sterygmami i sprzążką bazalną, 21–30 × 8–10,5 μm. Cheilocystydy 37–72 × 8–12 μm, cylindryczne, często z kilkoma przewężeniami oraz dużym i spiczastym wierzchołkiem. Pleurocystydy 27–55 × 9–12 μm, podobne do cheilocystyd, ale przeważnie krótsze i spiczasto zakończone. Zarodniki 8,7–10,3 × 5,6–6,2 μm, chropowate do grubo brodawkowatych, w kształcie cytryny, z dużymi porami rostkowymi, w KOH ciemnobrązowe. Skórka w kapeluszu typu epicutis, utworzona z kulisto-szypułkowych elementów o wymiarach do 35 × 30 μm, pokrytych strzępkami o szerokości do 9 μm i nieregularnie zakrzywionymi, które tworzą trichodermę.

## Występowanie i siedlisko
Podano stanowiska Lacrymaria glareosa w Ameryce Północnej, Europie i Azji. Brak go w opracowanym w 2003 r. przez Władysława Wojewodę wykazie wielkoowocnikowych grzybów podstawkowych Polski, ale znaleziono go w Polsce później.
Naziemny grzyb saprotroficzny. Przeważnie występuje na terenach trawiastych.